# Pteridin reduktaza
Pteridin reduktaza (EC 1.5.1.33, PTR1, pteridinska reduktaza 1) je enzim sa sistematskim imenom 5,6,7,8-tetrahidrobiopterin:NADP+ oksidoreduktaza. Ovaj enzim katalizuje sledeću hemijsku reakciju
5,6,7,8-tetrahidrobiopterin + 2 + {\displaystyle \rightleftharpoons } biopterin + 2 +
Ovaj enzim iz Leishmania katalizuje redukciju posredstvom NADPH. On deluje na folat i znatan broj drugih nekonjugovanih pterina, uključujući biopterin, do njihovih tetrahidro formi. On takođe katalizuje redukciju 7,8-dihidropterina i 7,8-dihidrofolata do njihovih tetrahidro formi.

## Literatura
- Nicholas C. Price; Lewis Stevens (1999). Fundamentals of Enzymology: The Cell and Molecular Biology of Catalytic Proteins (Third изд.). USA: Oxford University Press. ISBN 019850229X.
- Eric J. Toone (2006). Advances in Enzymology and Related Areas of Molecular Biology, Protein Evolution (Volume 75 изд.). Wiley-Interscience. ISBN 0471205036.
- Branden C; Tooze J. Introduction to Protein Structure. New York, NY: Garland Publishing. ISBN 0-8153-2305-0.
- Irwin H. Segel. Enzyme Kinetics: Behavior and Analysis of Rapid Equilibrium and Steady-State Enzyme Systems (Book 44 изд.). Wiley Classics Library. ISBN 0471303097.

## Spoljašnje veze
- Pteridine+reductase на 